# Ostrog (Šentjernej, Slovenija)
Ostrog je naselje u slovenskoj Općini Šentjerneju. Ostrog se nalazi u pokrajini Dolenjskoj i statističkoj regiji Donjoposavskoj regiji. 

## Stanovništvo
Prema popisu stanovništva iz 2002. godine naselje je imalo 193 stanovnika.